# Geodetski sistem
Geodetski sistem (takođe: geodetski referentni sistem ili geodetski referentni podaci) koordinatni je sistem, i set referentnih tačaka, koji se koristi za lociranje mesta na Zemlji (ili sličnih objekata). Približna definicija nivoa mora je podatak u  84, referentni elipsoid, dok je tačnija definicija Gravitacioni model Zemlje 2008 (EGM2008), koristeći najmanje 2.159 sfernih harmonika. Ostali podaci su definisani za druga područja ili u neko drugo vreme; ED50 je definisan 1950. godine za Evropu i razlikuje se od WGS 84 za nekoliko stotina metara u zavisnosti od toga gde se u Evropi gleda. Mars nema okeane, te stoga ni nivo mora, ali su najmanje dva marsova sistema korištena za lociranje tamošnjih mesta.
Referentni sistemi se koriste u geodeziji, navigaciji i premerima kartografa i satelitskim navigacionim sistemima za prevođenje položaja naznačenih na mapama (papirnim ili digitalnim) u njihov stvarni položaj na Zemlji. Svaki započinje elipsoidom (rastegnutom sferom), a zatim definiše koordinate geografske širine, dužine i nadmorske visine. Jedna ili više lokacija na Zemljinoj površini odabrane su kao sidrišta „baznih tačaka“
Razlika u koordinatama između podataka se obično naziva pomeranjem podataka. Pomeranje podataka između dve određene referentne tačke može se razlikovati od jednog mesta do drugog unutar jedne zemlje ili regiona, a može biti bilo koja vrednost od nule do stotina metara (ili nekoliko kilometara za neka udaljena ostrva). Severni pol, Južni pol i ekvator biće na različitim položajima u različitim sistemima, tako da će se Istinski sever malo razlikovati. Različiti sistemi koriste različite interpolacije za precizan oblik i veličinu Zemlje (referentne elipsoide).
Budući da je Zemlja nesavršeni elipsoid, lokalizovani podaci mogu dati tačniji prikaz područja pokrivenosti od WGS 84. OSGB36, na primer, je bolja aproksimacija geoida koji pokriva Britanska ostrva od globalnog WGS 84 elipsoida. Međutim, kako su prednosti globalnog sistema veće od povećane tačnosti, globalni WGS 84 sistem postaje sve više prihvaćen.
Horizontalni podaci se koriste za opis tačke na površini Zemlje, u vidu geografske širine i dužine ili drugog koordinatnog sistema. Vertikalni podaci mere kote ili dubine.

## Definicija
U premeravanjima i geodeziji, datum je referentni sistem ili aproksimacija Zemljine površine prema kojoj se vrše poziciona merenja za izračunvanje lokacije. Horizontalni podaci se koriste za opis tačke na površini Zemlje, u latitudi i longitudi ili drugom koordinatnom sistemu. Vertikalni podaci se koriste za merenje kota ili podvodnih dubina.

### Horizontalni podatak
Horizontalni podatak je model koji se koristi za merenje položaja na Zemlji. Određena tačka na Zemlji može imati bitno različite koordinate, u zavisnosti od podataka korišćenih za merenje. Postoje stotine lokalnih horizontalnih podataka širom sveta, koji se obično upućuju na neku prikladnu lokalnu referentnu tačku. Savremeni podaci, zasnovani na sve tačnijim merenjima oblika Zemlje, namenjeni su pokrivanju većih područja. Podaci WGS 84, koji su gotovo identični podacima NAD83 koji se koriste u Severnoj Americi a ETRS89 podaci koji se koriste u Evropi, uobičajeni su standardni podaci.
Na primer, u Sidneju postoji 200 metara (700 stopa) razlike između GPS koordinata konfigurisanih u GDA (zasnovanom na globalnom standardu WGS 84) i AGD (koji se koristi za većinu lokalnih mapa), što je za neke aplikacije neprihvatljivo velika greška, kao što su geodetski premeri ili lokacije mesta za ronjenje.

### Vertikalni podatak
Vertikalni podatak je referentna površina za vertikalne pozicije, kao što su uzvišenja elemenata Zemlje, uključujući teren, batimetriju, nivo vode i strukture koje je čovek stvorio.

## Zemaljski referentni elipsoid

### Definisani i izvedeni parametri
Elipsoid je u potpunosti parametrisan polu-glavnom osom {\displaystyle a} i izravnavanjem {\displaystyle f}.
| Parametar               | Simbol                         |
| ----------------------- | ------------------------------ |
| Pou-glavna osa          | {\displaystyle a}              |
| Recipročno izravnavanje | {\displaystyle {\frac {1}{f}}} |

Polazeći od {\displaystyle a} i {\displaystyle f} moguće je da se izvedu polu-mala osa {\displaystyle b}, prva ekscentričnost {\displaystyle e} i druga ekscentričnost {\displaystyle e'} elipsoida
| Parametar                       | Vrednost                                                                      |
| ------------------------------- | ----------------------------------------------------------------------------- |
| Polu-mala osa                   | {\displaystyle b=a(1-f)}                                                      |
| Prva ekscentričnost na kvadrat  | {\displaystyle e^{2}=1-{\frac {b^{2}}{a^{2}}}=f(2-f)}                         |
| Druga ekscentričnost na kvadrat | {\displaystyle {e'}^{2}={\frac {a^{2}}{b^{2}}}-1={\frac {f(2-f)}{(1-f)^{2}}}} |

### Parametri za neke geodetske sisteme
Dva glavna referentna elipsoida koja se koriste širom sveta su GRS80 i VGS84. Opsežniji spisak geodetskih sistema možete naći na namenskim lokacijama.

#### Geodetski referentni sistem 1980 ()
| Parametar               | Notacija                       | Vrednost      |
| ----------------------- | ------------------------------ | ------------- |
| Polu-glavna osa         | {\displaystyle a}              | 6378137 m     |
| Recipročno izravnavanje | {\displaystyle {\frac {1}{f}}} | 298,257222101 |

#### Svetski geodetski sistem 1984 (84)
Globalni pozicioni sistem (GPS) koristi Svetski geodetski sistem 1984 (WGS 84) da bi se utvrdila lokacija tačke u blizini površine Zemlje.
| Parametar               | Notacija                       | Vrednost      |
| ----------------------- | ------------------------------ | ------------- |
| Polu-glavna osa         | {\displaystyle a}              | 6378137,0 m   |
| Recipročno izravnavanje | {\displaystyle {\frac {1}{f}}} | 298,257223563 |

| Konstanta                       | Notacija                 | Vrednost           |
| ------------------------------- | ------------------------ | ------------------ |
| Polu-mala osa                   | {\displaystyle b}        | 6356752,3142 m     |
| Prva ekscentričnost na kvadrat  | {\displaystyle e^{2}}    | 6,69437999014×10−3 |
| Druga ekscentričnost na kvadrat | {\displaystyle {e'}^{2}} | 6,73949674228×10−3 |

## Primeri
Primeri sistema mapa su:
- , 72, 66 i 60 svetskog geodetskog sistema
- , severnoamerički sistem koji je veoma sličan sa WGS 84
- , stariji severnoamerički sistem, od koja je NAD83 bio bazično prilagođavanje[7]
- ankete o naoružanju Velike Britanije
- , evropski sistem, srodan sa
- , stariji evropski sistem
- , australijski sistem[8]
- , japanski sistem, prilagođen promenama izazvanim zemljotresom i cunamijem u Tohoku 2011.[9]
- , stariji japanski sistem[10]
- , korejski sistem[11]
- i , različiti sistemi trenutno u upotrebi na Tajvanu.[12]
- i , stari geodetski sistem korišćen u Kini[13]
- i , kineski šifrovani geodetski sistem.
- , sadašnji geodetski referensni sistem koji koristi GLONASS[14]
- , geodetski referentni sistem koji je koristio satelit Galileo[15]
- , ili , geodetski referentni sistem koji koristi BeiDou navigacioni satelitski sistem[15][16][17]
- Međunarodni teritorijalni referentni okviri (ITRF88, 89, 90, 91, 92, 93, 94, 96, 97, 2000, 2005, 2008, 2014), različite realizacije ITRS-a.[18][19]
- Hongkonški glavni sistem, vertikalni sistem koji se koristi u Hongkongu.[20][21]

## Literatura
- List of geodetic parameters for many systems from University of Colorado
- Gaposchkin, E. M. and Kołaczek, Barbara (1981) Reference Coordinate Systems for Earth Dynamics Taylor & Francis  9789027712608
- Kaplan, Understanding GPS: principles and applications, 1 ed. Norwood, MA 02062, USA: Artech House, Inc, 1996.
- GPS Notes
- J. Zhu, "Conversion of Earth-centered Earth-fixed coordinates to geodetic coordinates," Aerospace and Electronic Systems, IEEE Transactions on, vol. 30, pp. 957–961, 1994.
- P. Misra and P. Enge, Global Positioning System Signals, Measurements, and Performance. Lincoln, Massachusetts: Ganga-Jamuna Press, 2001.
- Peter H. Dana: Geodetic Datum Overview – Large amount of technical information and discussion.
- US National Geodetic Survey
- Borkowski, Kazimierz (1987), „Transformation of Geocentric to Geodetic Coordinates Without Approximations”, Astrophysics and Space Science, 139 (1): 1—4, Bibcode:1987Ap&SS.139....1B, doi:10.1007/BF00643807
- P. K. Seidelmann;  . (2005). „Report Of The IAU/IAG Working Group On Cartographic Coordinates And Rotational Elements: 2003,”. Celestial Mechanics and Dynamical Astronomy. 91: 203—215.
- „OpenGIS Implementation Specification for Geographic information - Simple feature access - Part 1: Common architecture, Annex B.4.”. 2005-11-30.

## Spoljašnje veze
- GeographicLib includes a utility CartConvert which converts between geodetic and geocentric (ECEF) or local Cartesian (ENU) coordinates.  This provides accurate results for all inputs including points close to the center of the Earth.
- A collection of geodetic functions that solve a variety of problems in geodesy in Matlab Архивирано на веб-сајту  (7. август 2020).
- NGS FAQ – What is a geodetic datum?
- About the surface of the Earth on kartoweb.itc.nl